# Prisopus sacratus
Prisopus sacratus är en insektsart som först beskrevs av Olivier 1792.  Prisopus sacratus ingår i släktet Prisopus och familjen Prisopodidae. Inga underarter finns listade i Catalogue of Life.